# Keith Robinson
Pour les articles homonymes, voir Robinson.
Pas d'image ? Cliquez ici

a Compétitions nationales et continentales officielles uniquement.

b Matchs officiels uniquement.
Dernière mise à jour le 20 septembre 2018.
Keith John Robinson, né le 14 décembre 1976 à Te Aroha, est un joueur de rugby à XV néo-zélandais qui joue avec les All-Blacks et avec les Chiefs dans le Super 14. Il évolue au poste de deuxième ligne (1,98 m pour 115 kg).

## Carrière

### En équipe nationale

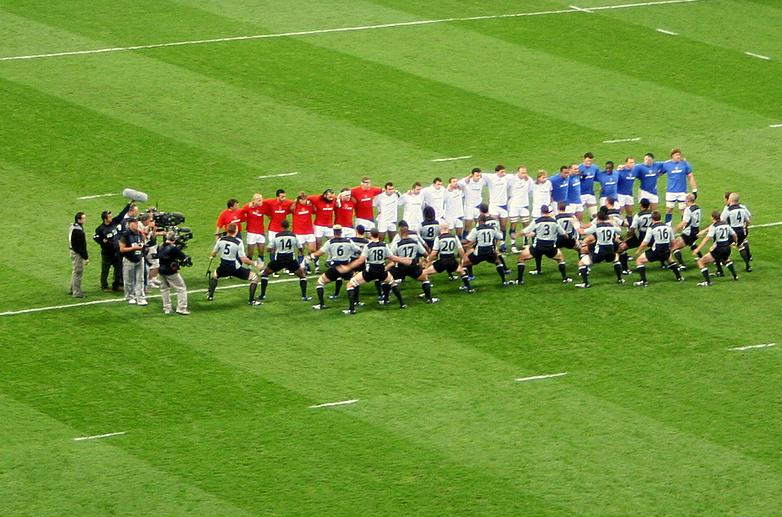
Quart-de-finale France - All Blacks en 2007.

Il a fait ses débuts avec les Blacks le 9 novembre 2002, à l’occasion d’un match contre l'Équipe d'Angleterre.
Joueur puissant, rugueux, et aimant le combat, il est retenu dans le squad des All Blacks pour la Coupe du monde 2007. Moins en vue que certains autres cadres comme James Ryan ou Jason Eaton, il bénéficie des sérieuses blessures de ces derniers (contraints de déclarer forfait) alors que lui-même revenait d'une grosse blessure au dos en 2006.
Il créera la surprise en prenant la place de l'inamovible Chris Jack dans le quinze de départ contre la France en quart de finale.
Cette défaite sera vraisemblablement son dernier match de rugby. Sérieusement blessé au genou, il annonce sa retraite à 30 ans après une carrière de haut niveau, trop souvent gâchée par les nombreuses blessures dont il a été victime.
Avec les Kiwis, il dispute une Coupe du monde en 2007 et participe à une édition du Tri-nations en 2007.

## Statistiques

### En club
- 71 matchs provinciaux
- 42 matchs de Super 14

### En équipe nationale
- De 2002 à 2007, Keith Robinson compte 12 sélections avec les All-Blacks. Avec les Kiwis, il dispute une Coupe du monde en 2007. Il participe à une éditions du Tri-nations en 2007[2].

## Palmarès

### En club
- Vainqueur du National Provincial Championship en 2006 avec Waikato.

### En équipe nationale
- Vainqueur du Tri-nations 2007